# Jürgen Brandt
Jürgen Brandt (* 19. Oktober 1922 in Kiel; † 26. Juli 2003 in Meckenheim) war ein deutscher Offizier, zuletzt im Dienstgrad eines Generals, und von 1978 bis 1983 der siebte Generalinspekteur der Bundeswehr.

## Leben und militärischer Werdegang
Brandts Vater war Tapezier und Dekorateur, später Kommunalangestellter. Brandt absolvierte als 18-Jähriger ab dem 5. Januar 1941 zunächst den Pflichtdienst im Reichsarbeitsdienst und war anschließend zwölf Monate Ausbilder in Kampen, Lannion in Frankreich und Laupheim. Am 15. April 1942 trat er in die Wehrmacht ein und absolvierte die Rekrutenausbildung beim Grenadierersatzbataillon 46 in Neumünster.  Von Januar bis Mai 1943 durchlief er den Reserveoffizierbewerber-Lehrgang im Infanterieersatzbataillon 6 in Lübeck. Ab Juni 1943 war er mit der 4. Kompanie des Infanterieregiments 46 im Fronteinsatz in Staraja Russa, Ostrow und Kurland. Am 10. Oktober 1943 wurde er als Fahnenjunkerfeldwebel vom Reserveoffizierbewerber in den aktiven Dienst übernommen. Von November 1943 bis Februar 1944 absolvierte er den Fahnenjunker-Lehrgang an der Infanterieschule auf dem Truppenübungsplatz Thorn und ab März 1944 den Oberfähnrich-Lehrgang an der Infanterieschule in Milowitz. In den letzten Kriegstagen war er als Zugführer und Kommandant eines Motorkanonenbootes in der (amphibischen) 1. /Küstenjägerabteilung Brandenburg auf Rhodos eingesetzt und geriet am 9. Mai 1945 in britische Kriegsgefangenschaft, aus der er am 13. Juni 1947 entlassen wurde.
Am 1. August 1947 wurde er Stadtangestellter im Presseamt seiner Geburtsstadt Kiel als zweiter Pressesprecher tätig. Ab Februar 1949 war er Zeitschriftenredakteur der Zeitschrift Der Bauhandwerker.
Ab Oktober 1950 arbeitete er für das Büro des Gerhard Graf von Schwerin. Nachdem die Dienststelle Schwerin Ende 1950 aufgelöst worden war, arbeitete Brandt für zweieinhalb Jahre im Bundesamt für Verfassungsschutz (BfV). 1953 wechselte er ins Amt Blank, dem Vorläufer des Bundesministeriums der Verteidigung. Dort war er 1955 Referatsleiter des Referats II 1/4 (5) „Sicherheitsplanung“ im Hauptreferat II 1/4 „Dokumentation und militärische Sicherheit“, welches von Achim Oster geführt wurde.
Mit der Aufstellung der Bundeswehr erhielt auch Brandt die Möglichkeit der Übernahme in die neuen Streitkräfte. Er wurde am 4. April 1957 als Hauptmann in die Bundeswehr eingestellt und stellvertretender Kompaniechef der 3. Kompanie des Panzerlehrbataillons 92 in Munster, ab April 1958 S3-Offizier und ab Oktober Kompaniechef der 3. Kompanie jenen Bataillons. Von Juni 1959 bis März 1961 war er Vorschriftenbearbeiter im ATP-Stab an der Kampftruppenschule II in Munster. Nach der Ausbildung zum Offizier im Generalstabsdienst im 4. Generalstabslehrgang Heer von 1961 bis 1963 an der Führungsakademie der Bundeswehr in Hamburg, währenddessen er am 1. Mai 1962 zum Major befördert wurde, wurde er im Oktober 1963 G3-Stabsoffizier der Panzergrenadierbrigade 32 in Schwanewede. Es schloss sich im Oktober 1966 eine Verwendung als persönlicher Generalstabsoffizier beim Oberbefehlshaber Europa Mitte der NATO, damals General Johann Adolf Graf von Kielmansegg, in Fontainebleau in Frankreich und nach der Verlegung des Hauptquartiers in Brunssum in den Niederlanden an, wo er mit Dienstantritt zum Oberstleutnant ernannt wurde. Im Oktober 1970 wurde er Oberst und Referatsleiter im Führungsstab der Streitkräfte (Fü S) III 1 (Militärpolitische Grundlagen) im Bundesministerium der Verteidigung in Bonn, im April 1973 Brigadegeneral und stellvertretender Stabsabteilungsleiter Fü S III (Militärpolitik, Führung) und im Juli 1974 Divisionskommandeur der 10. Panzerdivision, damals in Sigmaringen, wo er im Oktober 1974 zum Generalmajor ernannt wurde. Im November 1975 wechselte er zurück ins Bundesministerium der Verteidigung als Stabsabteilungsleiter Fü S III. Im April 1978 wurde er Deutscher Militärischer Vertreter beim NATO-Militärausschuss in Brüssel und zum Generalleutnant ernannt, aber schon nach wenigen Monaten wieder nach Bonn zurückgerufen, wo er am 12. Dezember 1978 als Nachfolger von General Harald Wust zum Generalinspekteur ernannt und zum General befördert wurde. Brandt wurde Ablauf des 31. März 1983 in den Ruhestand versetzt.

## Auszeichnungen
- 22. März 1943: Verwundetenabzeichen in Schwarz
- 24. März 1945: Eisernes Kreuz 1. Klasse
- 30. März 1976: Großkreuz des Order of Merit 1. Klasse von Ägypten
- 1978: Verdienstkreuz 1. Klasse des Verdienstordens der Bundesrepublik Deutschland[2]
- 29. Januar 1979: Großkreuz des Orden der afrikanischen Befreiung, Liberia
- 20. März 1979: Großkreuz des Königlichen Nordstern-Ordens, Schweden
- 17. April 1979: Kommandeurkreuz Legion of Merit, USA
- 1979: Großes Verdienstkreuz des Verdienstordens der Bundesrepublik Deutschland
- 7. Mai 1979: Großkreuz des Ordens des Löwen von Finnland
- 18. September 1979: Großkreuz des Verdienstordens der Italienischen Republik
- 19. Mai 1980: Großkreuz des Ordens des Mexikanischen Adlers
- 16. Juni 1980: König-Abdul-Aziz-Orden I. Klasse, Saudi-Arabien
- 7. Juli 1980: Kommandeur der französischen Ehrenlegion
- 1981: Großes Verdienstkreuz mit Stern des Verdienstordens der Bundesrepublik Deutschland
- 1. März 1982: Großkreuz des Ordens von Oranien-Nassau (Militär)
- 17. März 1982: Kommandeurkreuz des Order of the Federal Republic von Nigeria
- 6. September 1982: Großes Silbernes Ehrenzeichen am Bande für Verdienste um die Republik Österreich[3]
- 21. Januar 1983: Großoffizier Ordre national du Mérite, Frankreich
- 13. März 1983: Kommandeurkreuz Legion of Merit, USA
- 1983: Großes Verdienstkreuz mit Stern und Schulterband

Brandt wurde zum Ritterkreuz des Eisernen Kreuzes vorgeschlagen, ohne dass es zu einer Verleihung kam.